# Eustala delasmata
Eustala delasmata är en spindelart som beskrevs av Bryant 1945. Eustala delasmata ingår i släktet Eustala och familjen hjulspindlar. Inga underarter finns listade i Catalogue of Life.